# Bahnhof Schrozberg
Der Bahnhof Schrozberg ist eine Betriebsstelle der Bahnstrecke Crailsheim–Königshofen. Er liegt in Schrozberg im Landkreis Schwäbisch Hall in Baden-Württemberg.

## Geschichte
Im Jahre 1869 wurde das Bahnhofsgebäude erbaut. Am 23. Oktober 1869 nahmen die Königlich Württembergischen Staats-Eisenbahnen den Bahnhof mit dem Streckenabschnitt Crailsheim–Mergentheim in Betrieb.
Beim Eisenbahnunfall von Schrozberg stießen am 11. Juni 2003 zwei Regional-Express-Züge auf freier Strecke nördlich des Bahnhofs zusammen. Dabei wurden sechs Menschen getötet und 25 weitere verletzt.
Von Oktober bis November 2019 wurde der Bahnhof umfassend modernisiert.

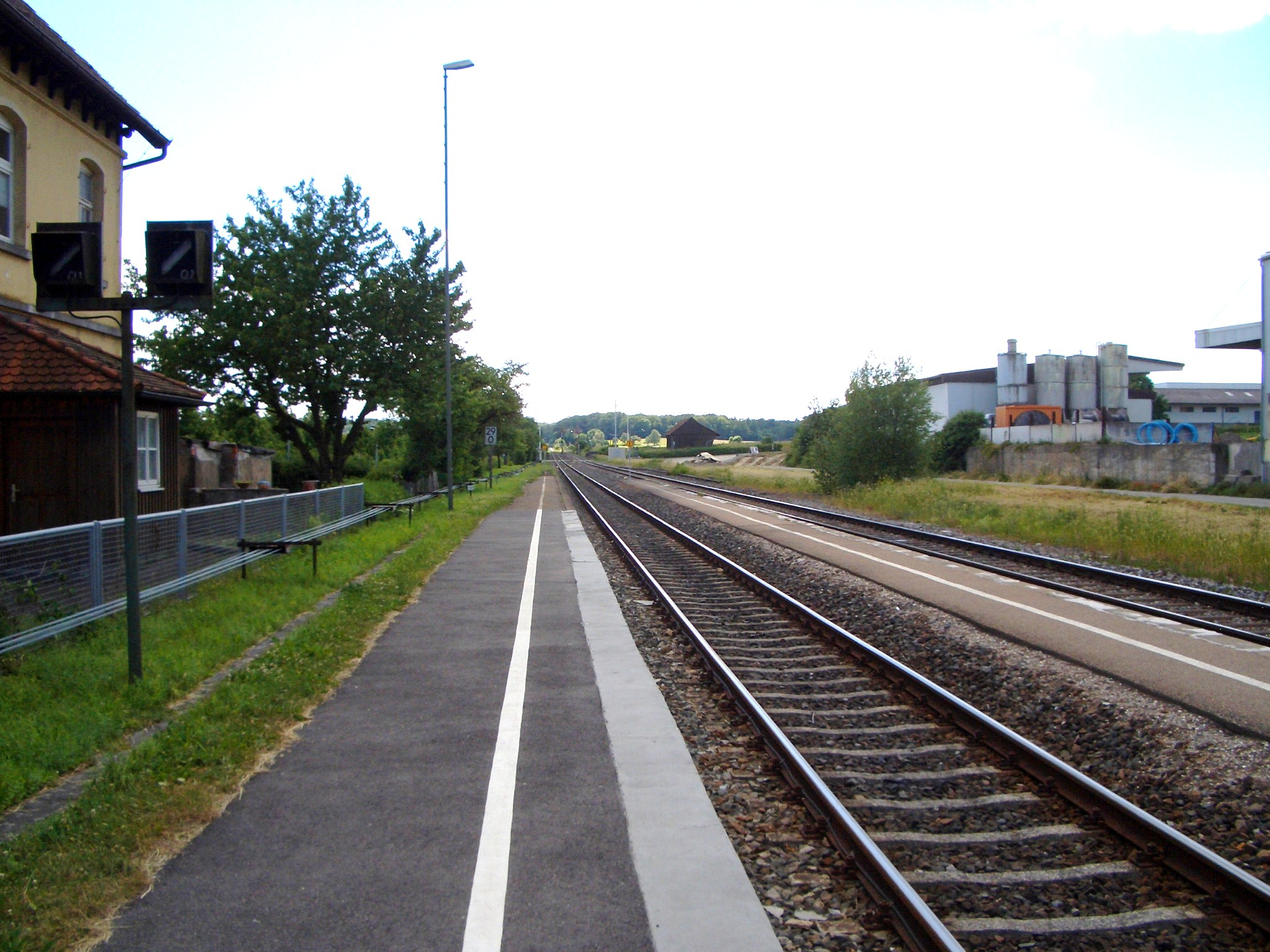
Blick in Richtung Blaufelden
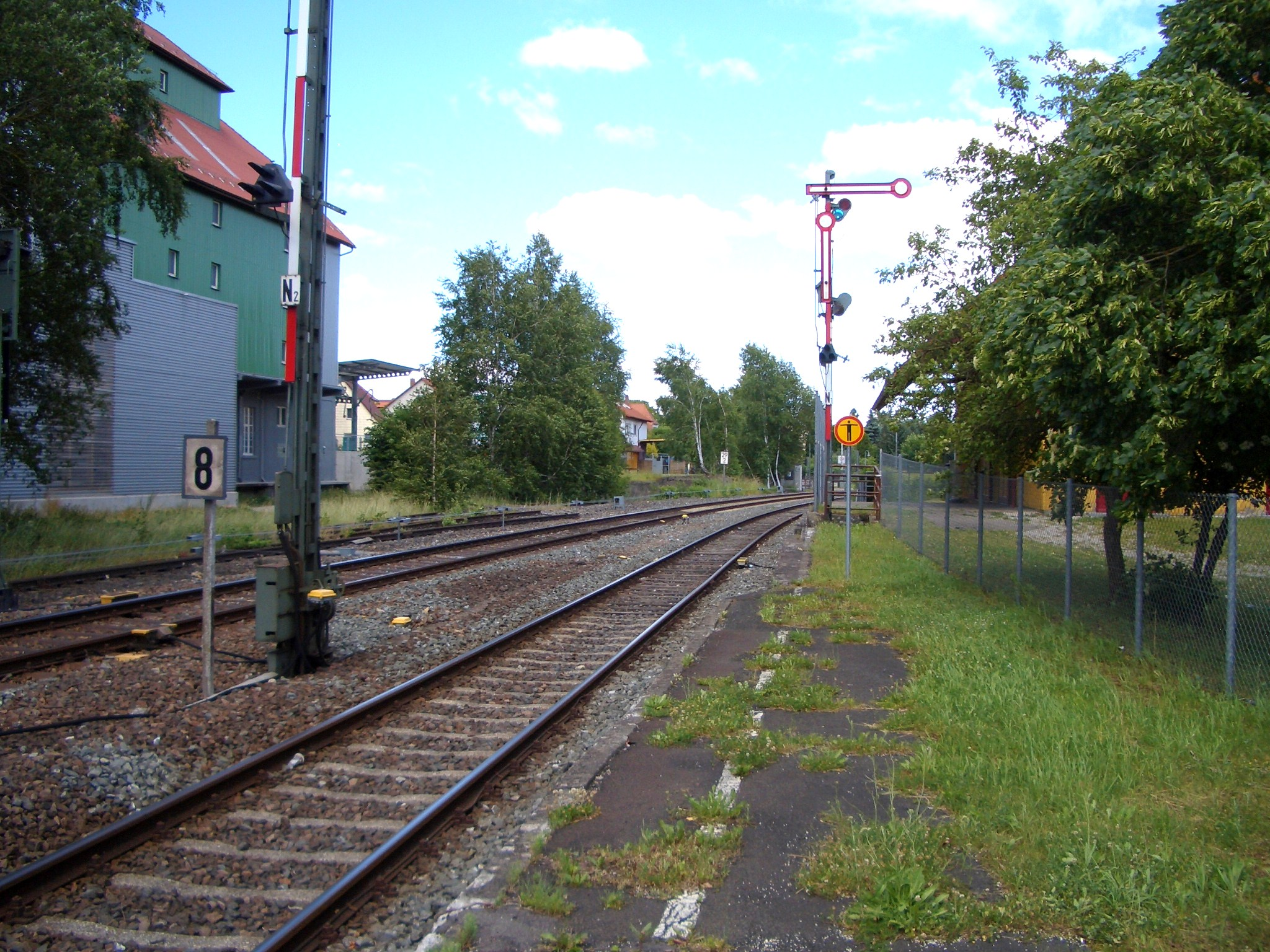
Blick in Richtung Niederstetten

## Anlagen
Heute sind im Bahnhof nur noch die beiden Bahnsteiggleise vorhanden. Alle Nebengleise wurden entfernt oder sind nicht mehr angeschlossen.
Bis 2019 war der Bahnhof mit einem mechanischen Stellwerk der Einheitsbauart im Empfangsgebäude und Formsignalen ausgestattet. Im November 2019 nahm die Westfrankenbahn ein vereinfachtes elektronisches Stellwerk (ESTW-R) in Betrieb, das von der Bedienzentrale Niederstetten gesteuert wird.
In Schrozberg finden fahrplanmäßig (Stand 2020) Zugkreuzungen statt.
Das Empfangsgebäude befindet sich in Privatbesitz; die Deutsche Bahn ist noch Mieterin für das Stellwerk. Im Erdgeschoss wurden Geschäftsräume eingerichtet, im Obergeschoss sind zwei Mietwohnungen entstanden. Die Gemeinde Schrozberg unterstützte die Umbaumaßnahmen mit Mitteln der Stadtsanierung.

## Denkmalschutz
Das ehemalige Empfangsgebäude und ein Nebengebäude (Bahnhofstraße 10, 12) stehen als sonstige Denkmale unter Denkmalschutz und sind Teil der Sachgesamtheit Bahnstrecke Bad Mergentheim–Crailsheim: Württembergische Taubertalbahn mit Bahnhöfen, Nebengebäuden, Brücken, Gleisanlagen und sämtlichem stationärem und beweglichem Zubehör.